# Sitio del Fuerte de Bard
El sitio del Fuerte de Bard, también conocido como Fort Bard, fue una acción militar que tuvo lugar durante mayo de 1800 durante la segunda campaña napoleónica italiana y detuvo al líder militar francés Napoleón Bonaparte y su fuerza de reserva con aproximadamente 40 000 hombres durante dos semanas. El Fuerte del Bardo fue comandado por el capitán Josef Stockard von Bernkopf con aproximadamente 300 tropas austriacas y 100 soldados piamonteses.

## Antecedentes
El 13 de mayo, Napoleón entró en la actual región italiana del Valle de Aosta desde la pequeña ciudad suiza de Bourg-Saint-Pierre. Hasta el 16 de mayo, los franceses no se habían enfrentado al enemigo austro-piamontés, pero cuando entraron en Aosta, hubo una ligera lucha contra el ejército austriaco.

## Sitio
El avance de Napoleón comenzó a disminuir cuando una fuerza dirigida por los generales Dupont y Dufour llegó a la aldea de Bard, dominada por un pequeño fuerte que cubría las rutas principales con la excepción de un camino de mulas que fue utilizado por la guardia de avanzada de Napoleón para continuar hacia Ivrea. En la noche del 20 de mayo, Dupont exigió la rendición de Stockard Von Bernkopf, comandante de la compañía austriaca en el fuerte, que se negó. Mientras tanto, los ingenieros franceses ensancharon y rellenaron los agujeros en el camino de mulas para permitir que el resto del ejército continuara, con la excepción de la artillería. En la noche del 21 de mayo, el pueblo de Bard fue conquistado por el ejército francés, que procedió a rodear el fuerte. El 22 de mayo, tres cañones austriacos capturados después de la batalla de Châtillon comenzaron a disparar contra el fuerte, causando poco o ningún daño. En la mañana del 26 de mayo, el fuerte fue atacado por 300 granaderos para distraer a la guarnición de una fuerza más pequeña que intentaba cruzar el río Dora. Los defensores mataron o hirieron a más de 200 de los granaderos. El general Dufour murió mientras intentaba cruzar el río en una balsa. El propio Napoleón estaba preocupado por la tenaz resistencia de los defensores y el avance de un ejército enemigo procedente del Piamonte. El 27 de mayo, Napoleón ordenó a una división comandada por Joseph Chabran que sitiara el fuerte, y continuó con el resto del ejército, reuniéndose con su guardia de avanzada. Un regimiento de 1.243 fusileros dirigido por 119 oficiales comenzó a atacar el fuerte, pero los cañones de apoyo franceses ocultos eran demasiado pequeños para causar daños graves al edificio. El asedio hasta el 29 de mayo, donde un cañón de 12 pulgadas llamado «cannone di Andreossi» (cañón de Andreossi en italiano) se colocó en la iglesia detrás del fuerte, donde no podía ser visto por el enemigo. El 1 de junio, el cañón comenzó a disparar contra el fuerte, destruyendo una parte de sus murallas. Al final del día, Bernkopf se rindió, habiendo perdido la mitad de sus fuerzas. A los italianos se les permitió salir del fuerte con los honores de la guerra antes de ser hechos prisioneros, como era costumbre en ese momento después de que una fuerza sitiada se había rendido.

## Secuelas
El fuerte, llamado por Napoleón «vilain castel de Bard» (malvado castillo de Bard en francés) fue destruido completamente por Napoleón, siendo reconstruido en 1830 por Carlos Alberto de Saboya. El ataque sorpresa a las fuerzas austro-piamontesas en el río Po en Lombardía planeado por Napoleón se retrasó. Napoleón más tarde se hizo cargo de Piamonte y Lombardía al derrotar a los austriacos en la batalla de Marengo.